# Стара река (Вич)
Стара река (на гръцки: Παληόρεμα) е река, протичаща в Леринско, Западна Македония, Гърция.

## Описание
Реката извира във Вич западно под връх Голина (1861,6 m). Тече на изток и минава южно от село Прекопана (Перикопи), поради което тук носи името Прекопанска река (Перикопи Рема). Излиза от Прекопанската котловина, сменя посоката си на югоизточна, преминава през пролома Дервент и излиза в Зеленишката котловина, където вече носи името Стара река. Минава южно от Сребрено (Аспрогия), завива на североизток и приема левите си притоци Неор и Цървена стена, както и десния Мешикантица (Леховската река). Минава през Зелениче, където носи името Зеленичка река (Потамос Склитрос), навлиза в пролома Клисура и излиза в котловината Саръгьол. При възвишението Себлици (655 m) прави почти обратен завой и се влива в езерото Зазерци от запад.
В 1969 година е прекръстена от Стара река (Στάρα Ρέκα) на Палиорема (Παληόρεμα).

## Водосборен басейн
→ ляв приток, ← десен приток
- → Неор
- ← Леховска река (Лехово)

- ← Мешикантица

- → Цървена стена